# Экл (сын Антифата)
Экл (Оикл, Оиклей, др.-греч. Οἰκλῆς, Οἰκλεύς) — персонаж древнегреческой мифологии. Сын Антифата и Зевксиппы. Жена Гипермнестра, дочь Фестия. Дети Амфиарай, Ифианира и Полибея. Участвовал в походе Геракла на Трою, охраняя корабли. По версии, убит Лаомедонтом.
Жил в Аркадии, к нему бежал Алкмеон в безумии. Могила в Аркадии.
Действующее лицо трагедии Софокла «Экл» (от неё не сохранилось ни одной строки).